# مسجد الشهيد إبراهيم المقادمة
مسجد الشهيد إبراهيم المقادمة هو مسجد في بيت لاهيا في قطاع غزة شهد هذا المسجد مجزرة نفذتها القوات الإسرائيلية بتاريخ 3 يناير 2009 أثناء هجومها على غزة في نهاية سنة 2008 وبداية سنة 2009. حيث استهدفت طائرات إسرائيلية هذا المسجد أثناء إقامة صلاة المغرب شهود عيان أفادوا وجود ما لا يقل عن 200 مصلي فيه. أسفر هذا الهجوم عن سقوط أكثر من عشرة شهداء بينهم طفلان وإصابة أكثر من عشرين آخرين بجروح.